# Бульвар 30-річчя Перемоги (Мелітополь)
Бульвар 30-річчя Перемоги — бульвар в Мелітополі, на Мікрорайоні. Слідує від проспекту 50-річчя Перемоги до вулиці Ломоносова. Продовженням бульвару за проспектом 50-річчя Перемоги є вулиця Брів-ла-Гайард, а за вулиці Ломоносова — вулиця Олександра Тишлера.

## Історія
Бульвар був прокладений при будівництві Мікрорайону. У проекті планування він називався 2-ю Поперечною вулицею. 1 грудня 1966 і 6 квітня 1967 були прийняті два рішення про найменування проектованої вулиці бульваром Котовського. Назва була дана на честь Г. І. Котовського — червоноармійського командира часів Громадянської війни. 31 березня 1975, до 30-річчя перемоги у Великій Вітчизняній війні, бульвар був перейменований в бульвар 30-річчя Перемоги.

## Транспорт
По бульвару проходять автобусні маршрути № 7, 11, 14, 15, 24, 24А, 28, 29, 34.

## Об'єкти
- Мелітопольський багатопрофільний центр професійно-технічної освіти
- лабораторія поліклініки № 2
- музична школа № 2